# Verbandsgemeinde Hettenleidelheim
Verbandsgemeinde Hettenleidelheim é uma associação municipal do estado da Renânia-Palatinado.